# Kent Douglas
Kent Gemmell Douglas (* 6. Februar 1936 in Cobalt, Ontario; † 12. April 2009 in Wasaga Beach, Ontario) war ein kanadischer Eishockeyspieler und -trainer, der in seiner aktiven Zeit von 1954 bis 1976 unter anderem für die Toronto Maple Leafs, Oakland Seals und Detroit Red Wings in der National Hockey League, sowie die New York Raiders in der World Hockey Association gespielt hat. 

## Karriere
Kent Douglas begann seine Karriere als Eishockeyspieler in der Ontario Hockey Association, in der er von 1954 bis 1957 für die Kitchener Canucks und die Owen Sound Mercurys aktiv war. In dieser Zeit gab er in der Saison 1955/56 zudem sein Debüt im professionellen Eishockey, als er in drei Spielen für die Springfield Indians aus der American Hockey League auf dem Eis stand, in denen er ein Tor erzielte. Nach zwei Jahren in der Western Hockey League bei den Winnipeg Warriors und den Vancouver Canucks kehrte der Verteidiger gegen Ende der Saison 1958/59 zu den Springfield Indians zurück, mit denen er 1960, 1961 und 1962 drei Mal in Folge den Calder Cup gewann. Daraufhin nahmen die Toronto Maple Leafs aus der National Hockey League den Linksschützen unter Vertrag, mit denen er fünf Spielzeiten insgesamt dreimal (1963, 1964 und 1967) den prestigeträchtigen Stanley Cup gewann, wobei sein Name nur beim ersten Mal auf dem Pokal selbst eingraviert wurde, da er vor den Playoffs zu Torontos Farmteams beordert wurde. In der Saison 1962/63 erhielt Douglas zudem die Calder Memorial Trophy als Rookie des Jahres in der NHL.
In der Saison 1967/68 stand der Kanadier bei Torontos Ligarivalen Oakland Seals unter Vertrag, wobei er die Spielzeit jedoch bei den Detroit Red Wings beendete, für die er insgesamt eineinhalb Jahre in der NHL auflief. Es folgten drei Spielzeiten in der AHL bei den Rochester Americans und den Baltimore Clippers, ehe der ehemalige NHL-Spieler im Sommer 1972 von den New York Raiders aus der neugegründeten World Hockey Association verpflichtet wurde, für die er anschließend in 60 Spielen insgesamt 18 Scorerpunkte, darunter drei Tore, erzielte. Seine aktive Laufbahn beendete der Mann aus Ontario schließlich 1976 bei den Baltimore Clippers in der AHL, für die er ab der Saison 1974/75 neben seiner Position als Spieler auch als Co-Trainer aktiv war. Zudem spielte Douglas in der Saison 1974/75 für die Toledo Goaldiggers aus der International Hockey League, mit denen er den Turner Cup gewann.

## Erfolge und Auszeichnungen
| - 1960 Calder-Cup-Gewinn mit den Springfield Indians - 1961 Calder-Cup-Gewinn mit den Springfield Indians - 1962 Teilnahme am NHL All-Star Game - 1962 Calder-Cup-Gewinn mit den Springfield Indians - 1962 AHL First All-Star Team - 1962 Eddie Shore Award | - 1963 Teilnahme am NHL All-Star Game - 1963 Stanley-Cup-Gewinn mit den Toronto Maple Leafs - 1963 Calder Memorial Trophy - 1964 Teilnahme am NHL All-Star Game - 1971 AHL Second All-Star Team - 1975 Turner-Cup-Gewinn mit den Toledo Goaldiggers |